# ألفريد ماودسلي
الفريد بيرسيفال ماودسلي (بالإنجليزية: Alfred Maudslay) (18 مارس 1850-22 يناير 1931) هو دبلوماسي، ومستكشف وعالم آثار ومصور إنجليزي، وكان واحدًا من أول الأوروبيين الدارسين لحضارة المايا.

## وفاته
توفي ألفريد ماودسلي في يناير 1931 في هيريفورد، إنجلترا، وقد دفن في سرداب كاتدرائية هيريفورد بجوار زوجته الأولى.مؤلفاته مخزنة حاليًا في المتحف البريطاني وجامعة هارفارد.